# Željko Poljak (košarkaš)
Željko Poljak je hrvatski košarkaš, bivši jugoslavenski reprezentativac.
Igrao je na položaju centra.
Igrao je koncem '80-ih i početkom '90-ih.

## Igračka karijera

### Klupska karijera
U karijeri je igrao za KK Kvarner, Jugoplastiku, u Švicarskoj i za KK Zagreb.